# Gaetano Bresci
Gaetano Bresci (Prato, 10 novembre 1869 – Isola di Santo Stefano, 22 maggio 1901) è stato un anarchico italiano, regicida di Umberto I.

## Biografia

### Primi anni
Gaetano Bresci nacque a Coiano, frazione di Prato, il 10 novembre del 1869, figlio dei contadini Gaspare Bresci (talvolta scritto "Gasparo" o "Gaspero") e Maddalena Godi, morti rispettivamente nel 1895 e nel 1889. La sua era una famiglia semplice ma non indigente; nel 1900 suo fratello Angiolo era tenente del Regio Esercito presso il corpo degli artiglieri di Caserta, mentre una sorella aveva sposato un affermato ebanista di Castel San Pietro Terme. Cominciò a lavorare in età adolescenziale in un'azienda di filatura e prese contatti con il mondo politico. All'età di 15 anni, già operaio qualificato, entrò a far parte di un circolo anarchico di Prato. Nel 1892 fu condannato a 15 giorni di carcere per oltraggio e rifiuto di obbedienza alla forza pubblica per aver insultato delle guardie che stavano per multare un fornaio colpevole di aver tenuto aperta la bottega oltre l'orario. Fu schedato come «anarchico pericoloso» e relegato nel 1895 (ai sensi delle leggi speciali di Crispi) a Lampedusa.

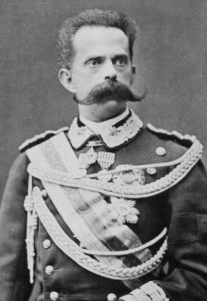
Il re Umberto I

Ricevuta l'amnistia sul finire del 1896, Bresci si trasferì a Barga, dove trovò lavoro come operaio in uno stabilimento laniero nella zona del Ponte all'Ania, e intrecciò relazioni con alcune colleghe, tra cui Assunta Righi, già moglie e madre di tre figli da un marito poi emigrato, la quale rimase incinta. Bresci, grazie al denaro prestatogli da un fratello, pagò alla donna il baliatico. Forse per evitare i doveri della paternità o per l'invito di amici che stavano partendo, decise di emigrare negli Stati Uniti d'America. La donna partorì nell'estate 1897, e venne accolta dalla famiglia Bresci a Coiano. Gaetano si stabilì a Paterson (New Jersey) il 29 gennaio 1898, dove trovò lavoro nell'industria tessile come decoratore in seta nello stabilimento Hamil and Booth, frequentando la comunità anarchica di emigrati italiani in qualità di membro del circolo "Società per il diritto all'esistenza". Bresci, tuttavia, si distingueva dalla normale descrizione di "immigrato italiano medio", in quanto parlava correntemente l'inglese, possedeva una macchina fotografica (un piccolo lusso per l'epoca) e interagiva molto con la comunità statunitense, al contrario di molti immigrati italiani (soprattutto i primi che arrivarono negli Stati Uniti d'America) che, per motivi diversi, spesso si auto-ghettizzavano nelle Little Italy. Bresci era considerato anche un donnaiolo, molto spigliato con le ragazze, aiutato in questo anche da una discreta cultura (caratteristiche che nella terra natia gli valsero l'epiteto dialettale di "paino" o "elegantone"). Tra i suoi amici e conoscenti di Paterson vi erano Ernestina Cravello, Mario Grisoni e Gino Magnolfi, nomi conosciuti nella comunità anarchica. Suo figlio in Italia morì nel 1899, senza che il padre lo avesse mai visto.
Bava Beccaris, per tale azione di ordine pubblico, fu insignito con la Croce di Grand'Ufficiale dell'Ordine Militare di Savoia dal re Umberto I, il quale per l'occasione inviò a Bava Beccaris un telegramma, reso pubblico, in cui scriveva fra l'altro che l'onorificenza gli era conferita «per rimeritare il grande servizio che Ella rese alle istituzioni ed alla civiltà e perché Le attesti col mio affetto la riconoscenza mia e della Patria». Inoltre Umberto I lo nominò senatore un mese dopo, con un decreto reale del 16 giugno 1898. Bava Beccaris definì il regicida «un folle che meriterebbe di subire lo squartamento». Morì a 93 anni nel 1924.
Negli Stati Uniti d'America si legò all'irlandese Sophie Knieland, dalla quale ebbe la figlia Madeline, detta Gaetanina, la quale sarà anche lei anarchica convinta, e dopo la morte del padre continuerà le lotte per una vita migliore degli operai di Paterson (lotte peraltro già sostenute, anni prima, dal padre medesimo). Durante la sua permanenza negli Stati Uniti d'America, Gaetano Bresci venne a conoscenza della feroce repressione nel 1894 dei fasci siciliani da parte di Crispi e dei moti popolari del 1898, voluta dal governo di Antonio di Rudinì. A Milano, in particolare, a seguito dell'aumento del prezzo della farina e del pane (il cui costo cresceva da anni), il popolo insorse e assaltò i forni del pane. In quell'anno, a circa quarant'anni dall'annessione della Lombardia al futuro Regno d'Italia dopo la seconda guerra d'indipendenza (1859), la situazione economica era grave, tanto che in quegli stessi quarant'anni erano emigrati circa 519 000 lombardi.
Gaetano Bresci, con la compagna in attesa di una nuova figlia, Muriel, intendeva vendicare l'eccidio di Milano, e decise dunque di ritornare in Italia con l'obiettivo di uccidere re Umberto, ritenendolo responsabile massimo di quei tragici avvenimenti. Il 27 febbraio 1900 acquistò una rivoltella Harrington e Richardson a 5 colpi. Prima del ritorno in Italia inviò del denaro alla donna a Prato con cui aveva avuto un figlio. Il 17 maggio 1900 salpò da New York alla volta dell'Italia a bordo del piroscafo Guascogne. Una volta giunto in Italia, fu solito allenarsi presso il Tiro a Segno Nazionale di Galceti (Prato) dove poneva, distesi al suolo, dei fiaschi per il vino, allenandosi a colpire e sfondarne il fondo, facendo passare il proiettile per il collo della bottiglia. Lasciato il borgo natio, fece una serie di tappe (minuziosamente riportate negli atti ufficiali del processo). Prima andò a Castel San Pietro Terme (dove viveva la sorella), poi a Bologna, indi a Piacenza, e infine a Milano. Qui prese in affitto una camera in via San Pietro all'Orto n. 4. Dopo pochi giorni si recò nella vicina Monza, prendendo in affitto una camera in via Cairoli, vicino alla stazione ferroviaria. Nella città brianzola riuscì a spiare per giorni i movimenti e le abitudini del sovrano, il quale – dal 21 luglio – si trovava in villeggiatura estiva nella poco distante Villa Reale di Monza.

### Il regicidio e la condanna
(Gaetano Bresci subito dopo l'arresto)

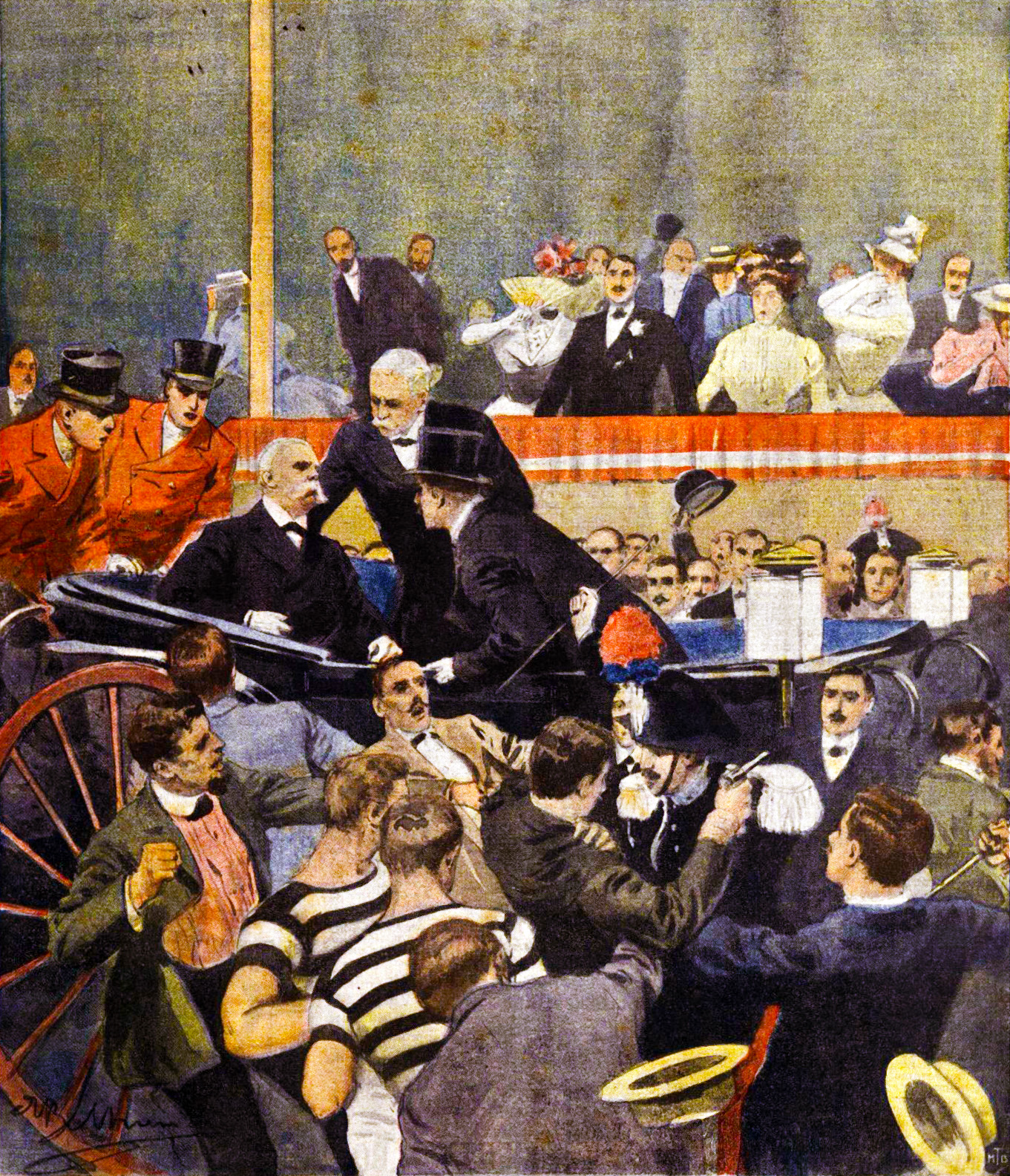
L'attentato in una raffigurazione dell'epoca: viene rappresentato il momento successivo in cui Bresci viene disarmato e arrestato

La sera di domenica 29 luglio 1900, poco dopo le 22, a Monza, Bresci uccise il Re d'Italia Umberto I di Savoia, sparandogli contro tre o quattro colpi di rivoltella (Bresci affermò di aver sparato tre volte, ma le fonti storiche non concordano in quanto, oltre ai tre nel corpo del re, venne ritrovato un quarto proiettile nella carrozza), colpendolo alla spalla, al polmone e al cuore. Pochi secondi dopo il re perse conoscenza e morì. Il sovrano stava rientrando in carrozza nella sua residenza monzese, posta a poche centinaia di metri di distanza, dopo aver assistito a un saggio ginnico, cui era seguita una premiazione presso la locale società sportiva "Forti e Liberi". Il regicidio, immortalato in una celebre tavola del pittore Achille Beltrame per La Domenica del Corriere, avvenne sotto gli occhi della popolazione festante che salutava il monarca.
Bresci si lasciò catturare dal maresciallo dei carabinieri Andrea Braggio senza opporre resistenza, e fu lo stesso carabiniere a salvarlo, proteggendolo dal linciaggio a cui stava per essere sottoposto dalla folla inferocita. Poco dopo affermò: «Io non ho ucciso Umberto. Io ho ucciso il Re. Ho ucciso un principio». Il regicida, difeso dall'avvocato Francesco Merlino dopo il rifiuto di Filippo Turati (che temeva repressioni contro il PSI; durante un colloquio con Bresci in carcere, il leader socialista rifiutò l'incarico con la motivazione che "non esercitava più da 10 anni la professione"), fu processato per regicidio e condannato all'ergastolo. 
La pena di morte era invece stata inflitta a Giovanni Passannante, ventidue anni prima (1878), sebbene l'attentato contro il re fosse fallito. La condanna era poi stata commutata in ergastolo per la grazia concessa dal re Umberto. All'epoca del regicidio di Monza (1900) la pena di morte era però stata abolita dal Codice Zanardelli, nel 1889, tranne per alcuni reati militari. Il dispositivo della sentenza affermò di condannare « [...] Bresci Gaetano alla pena dell'ergastolo, di cui i primi sette anni in segregazione cellulare continua, all'interdizione perpetua dei pubblici uffici, all'interdetto legale, alla perdita della capacità di testare, ritenendo nullo il testamento che per avventura fosse da lui stato fatto prima della condanna».
A differenza di quanto era avvenuto per Passannante e Acciarito, anche Cesare Lombroso affermò che in Bresci non vi erano segni di patologia o tratti criminali (secondo la discutibile scienza criminologica dell'epoca), sostenendo che "la causa impellente sta nelle gravissime condizioni politiche del nostro paese".

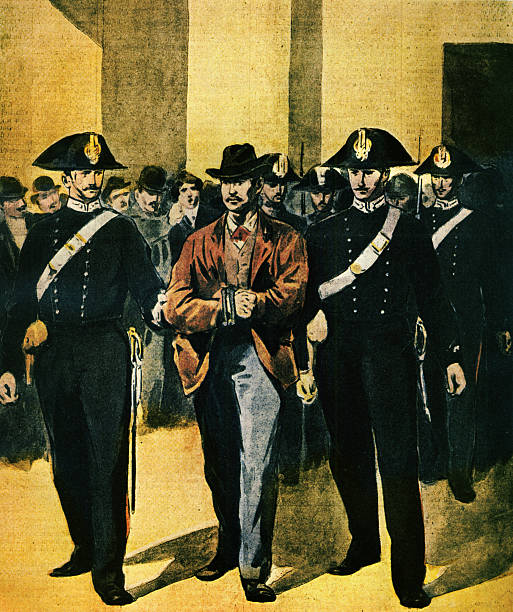
Bresci durante il processo

Gaetano Bresci fu recluso dapprima nel carcere di San Vittore, a Milano, poi, subito dopo il processo, nel carcere di Forte Longone, a Porto Azzurro, sull'isola d'Elba, in una delle venti celle che formano la sezione d'isolamento denominata "la Rissa", sotto una finestra della quale egli incise "la tomba dei vivi". Alle ore 12 del 23 gennaio 1901, dopo un trasferimento via mare sull'avviso Messaggero della Regia Marina, Bresci fu rinchiuso nel suo ultimo domicilio. Per poterlo controllare a vista venne edificata per lui una speciale cella di tre metri per tre, priva di suppellettili, nel penitenziario di Santo Stefano, presso Ventotene (isole Ponziane). Il suo numero di matricola era il 515.
Bresci indossava la divisa degli ergastolani con le mostrine nere, che indicavano i colpevoli dei delitti più gravi. I piedi erano avvinti in catene, e doveva effettuare l'ora d'aria su una terrazza isolata, quando gli altri detenuti erano nelle celle, per evitare possibili comunicazioni con gli stessi (che effettuavano l'uscita giornaliera nel cortile sottostante). Ogni giorno riceveva il vitto di spettanza: una gamella di zuppa magra e una pagnotta. Aveva facoltà di acquistare generi alimentari allo spaccio, ma si avvalse raramente di questa concessione. Delle sessanta lire depositate presso l'amministrazione dell'ergastolo (e spedite dagli Stati Uniti d'America dalla moglie) riuscì a spenderne meno di dieci. Il comportamento del detenuto fu giudicato tranquillo, normale. Bresci ricevette la visita del cappellano del carcere, don Antonio Fasulo, ma rinunziò al conforto della conversazione. Si fece dare una Bibbia, che leggeva ogni tanto, e poi, tra gli scarsi volumi della biblioteca carceraria (Bibbie, una copia delle Vite dei Santi e pochi dizionari), scelse un vocabolario italiano-francese. Il testo verrà trovato aperto, nel pomeriggio del 22 maggio 1901, quando il direttore del carcere constaterà la sua morte.
Contemporaneamente, a Parigi, si ebbe notizia di rapporti fra Maria Sofia di Borbone, detta romanticamente la "Regina degli Anarchici", con Errico Malatesta, rapporti probabilmente solo di conoscenza, viste le simpatie politiche dimostrate dall'aristocratica nei confronti dei "sovversivi" (presumibilmente non per sincero interesse, ma per incitarli a compiere attentati contro i Savoia, al fine di recuperare il Regno delle Due Sicilie). Benedetto Croce affermò, sbagliando l'anno (riporta il 1904 anziché il 1901) che l'ex regina volesse organizzare con Malatesta l'evasione di Gaetano Bresci, circostanza però smentita dal pensatore anarchico. Frattanto, nel Governo, si temeva un'azione degli anarchici per liberarlo, mentre l'avvocato Merlino preparava le carte per una revisione del processo, al fine di ottenere una riduzione della pena, nonché il trasferimento in un carcere meno duro, approfittando della presenza di un governo più tollerante, quello di Giuseppe Zanardelli (Merlino aveva già tentato di ottenere una pena bassa al processo, giustificando il gesto di Bresci come "violenza privata contro la violenza dello Stato").

### La morte
Il 22 maggio 1901 l'ufficio matricola della Regia Casa di Pena di Santo Stefano registrò la morte del detenuto «Gaetano Bresci fu Gaspero, condannato all'ergastolo per l'uccisione a Monza del re d'Italia». Alle ore 14:55 il secondino Barbieri, che aveva l'incarico di sorvegliare a vista l'ergastolano, ma che si era allontanato per alcuni minuti, scoprì il corpo di Bresci, ormai cadavere, penzolare dall'inferriata alla quale il recluso si era appeso per il collo mediante l'asciugamano in dotazione o, secondo altri, un lenzuolo. Accorsero sia il direttore del carcere, cavalier Cecinelli, sia il medico, ma soltanto per constatare il decesso. Bresci non aveva dato segni di depressione, né di volontà suicide, nei giorni precedenti. Le circostanze della sua morte destarono subito perplessità. Voci circolate da cella a cella, e presto uscite dal penitenziario, avvalorano un'ipotesi alternativa: tre guardie avrebbero fatto irruzione nella cella, avrebbero immobilizzato Bresci buttandogli addosso una coperta, e poi lo avrebbero massacrato a bastonate. Nel gergo carcerario questo trattamento è chiamato "fare il Sant'Antonio o santantonio", con lo scopo di punire i riottosi. La pratica spesso si rivelava mortale. Sandro Pertini, per esempio (detenuto al carcere di Santo Stefano durante il ventennio fascista), sostenne, nell'aula dell'Assemblea Costituente (nel 1947), che Bresci era stato ucciso in questo modo. Un "delitto contro lo Stato" sarebbe stato dunque punito con un "delitto di Stato". Secondo i medici che effettuarono l'autopsia, il corpo era in stato di decomposizione, e perciò appare difficile che fosse morto da sole 48 ore. Vi sono incertezze anche sul luogo di sepoltura: secondo alcune fonti, Bresci fu seppellito assieme ai suoi effetti personali nel cimitero di Santo Stefano; a tal proposito, si veda la testimonianza di Luigi Veronelli, che disegnò una mappa, basandosi su alcune indicazioni presenti sulle tombe. Secondo altre ipotesi, invece, il suo corpo fu gettato in mare.
Molte tombe del cimitero del carcere (usato come confino durante il fascismo) sono senza nome, anche se in seguito furono apposte nuove targhette, sempre seguendo la mappa di Veronelli. Una delle croci di legno è stata identificata come la tomba di Bresci. Le sole cose certe rimaste di lui furono il cappello da ergastolano (ma distrutto durante una rivolta di carcerati nel dopoguerra), la rivoltella con cui compì il regicidio, la macchina fotografica con i reagenti per sviluppare le foto, e due valigie di effetti personali sequestrategli nella camera in affitto a Milano; questi reperti sono conservati nel Museo Criminologico di Roma.
Alcuni misteri circondano ancora la figura dell'«anarchico venuto dall'America», come la fantasia popolare lo aveva battezzato, e riguardano prevalentemente documenti spariti: non è mai stata trovata la pagina 515 che descriveva il suo "status" di ergastolano (nonché le circostanze della morte); nessuna informazione su di lui è disponibile all'Archivio di Stato di Roma; non è mai stato ritrovato – come testimonia un'approfondita biografia di Arrigo Petacco – il dossier "segretissimo" che il ministro dell'interno Giovanni Giolitti aveva raccolto sulla vicenda Bresci.
Diversi anni dopo la morte del regicida, Ezio Riboldi, primo socialista a divenire sindaco di Monza, fece visitare la Cappella Espiatoria, memoriale edificato nel 1910 su disposizione di Vittorio Emanuele III in memoria del padre, a un giovane collega di partito, l'allora esponente del sindacalismo rivoluzionario Benito Mussolini, il quale con un sasso appuntito incise sulla cancellata la scritta: «Monumento a Bresci».

## Reazioni
Come già accaduto ai suoi predecessori (Passannante e Acciarito), tutti gli amici più stretti e i parenti di Bresci furono arrestati nel tentativo di dimostrare che il regicida non aveva agito individualmente, ma aveva preso parte a un vastissimo complotto anarchico internazionale. Anche la polizia di Paterson fu mobilitata per dimostrare tale complotto, ma trovò solo testimonianze che indicavano il contrario. Uno dei fratelli di Bresci dovette cambiare il cognome. L'altro fratello venne arrestato molte volte, e perseguitato fino al suicidio. La moglie negli Stati Uniti d'America cambiò il cognome delle due figlie e vi furono ripetuti arresti, per anni, tra parenti, conoscenti, ex colleghi ed ex vicini di casa. Un canonico pratese imbrattò l'atto di battesimo di Bresci con frasi ingiuriose.
Il quotidiano socialista Avanti!, divenuto capro espiatorio (benché non fosse affatto vicino agli anarchici), subì un'aggressione da parte dei conservatori, in seguito alla quale furono arrestati alcuni lavoratori del giornale, ma non gli aggressori. Molti anarchici furono arrestati in tutta Italia per apologia di regicidio; tra coloro che celebrarono l'uccisione del re vi furono anche un prete e un farmacista savonese, immediatamente arrestati. A Bresci, erano stati dedicati feste e brindisi, tanto in Italia quanto a Paterson. La maggioranza degli anarchici, anche coloro che erano solitamente contrari alla violenza, plaudì all'azione di Bresci.
Per decenni nessun esponente della famiglia reale andò a Prato. Ancora dopo molti anni l'astio verso la città era ancora così vivo che Mussolini, in un editoriale del Popolo d'Italia relativo agli scioperi pratesi che chiedevano la fine della grande guerra, scrisse che "Prato non è in Italia”. Nel 1934, a 34 anni dall'attentato, Vittorio Emanuele III, di passaggio a Prato, presiedette all'inaugurazione del monumento ai caduti in piazza delle Carceri, ma non volle visitare la città.
Lev Tolstoj, anarchico cristiano ma fermo assertore della nonviolenza, non approvò il gesto in sé, ma ne comprese le motivazioni profonde: 
(L. Tolstoj, Non uccidere)
Il regicidio pose comunque fine a un periodo di pesanti repressioni e agitazioni popolari; infatti il nuovo re chiamerà al governo esponenti liberali come Zanardelli e Giolitti, rompendo la tradizione dei governi autoritari inaugurati con Crispi nel 1887.

## Commemorazioni
(Valerio Evangelisti, Il sole dell'avvenire. Chi ha del ferro ha del pane)
Negli ambienti anarchici, in quelli fortemente repubblicani e di estrema sinistra, Bresci non è ritenuto un criminale ma una figura di rilievo, al punto da ricevere anche numerosi elogi e commemorazioni:
- A pochi anni dal regicidio, il letterato Mario Rapisardi scrisse nel VI epigramma delle sue Frecciate: «Stavo per dimandar: Ma chi l'ha fatto / Povero Umberto, questo tuo ritratto? / Quando il mio curioso occhio distinse / Questa scritta dappiù: Bresci dipinse».
- Nella città di Carrara è stato dedicato a Bresci un monumento, nell'area antistante il cimitero (in Loc. Turigliano),[31] in marmo di Carrara, opera dello scultore milanese Carlo Sergio Signori.[32]
- La città di Prato ha dedicato nel 1976 una strada al concittadino anarchico. Si trova vicino a piazza del Mercato Nuovo.
- Umberto Eco, nello scritto intitolato "Elogio a Franti" (raccolto nel Diario Minimo del medesimo), suggerisce ironicamente che il detto personaggio, tratto dal libro Cuore di Edmondo De Amicis (in cui riveste un ruolo di birbante e cinico), possa essere riletto come emblema di opposizione sociale, tanto da ridere riguardo l'anniversario dei funerali del re Vittorio Emanuele II. Divenuto adulto, avrebbe persino assunto il nome d'arte di Gaetano Bresci.
- Due delle maggiori associazioni dedicate alla memoria della Resistenza italiana contro il nazifascismo, l'ANPI e la FIAP, sezioni di Carrara, hanno deposto fiori e una corona d'alloro presso il suddetto monumento a Bresci, durante una manifestazione pubblica il 2 novembre 2013[33], poiché, secondo le associazioni, Bresci «sacrificò la sua vita per quegli stessi ideali anarchici e di liberazione» che animavano gran parte della «Carrara antifascista e partigiana».[34]
- Zerocalcare ha dedicato a Bresci il racconto "Autocensure", scritto per il festival letterario Gita al Faro e pubblicato nel volume La scuola di pizze in faccia del professor Calcare.

### Canzoni su Bresci o che lo ricordano
- Ascanio Celestini, La casa del ladro (a Gaetano Bresci); canzone (trasmessa nel programma Parla con me di Serena Dandini l'8 febbraio 2007).[35] Vi si parla di un assassino che entra «come un ladro nella casa del ladro» - cioè del padrone – per ucciderlo. Il testo non parla di Bresci, ma è stato a lui dedicato dall'autore. Questo pezzo musicale è stato riproposto durante il Concerto del Primo Maggio in piazza San Giovanni Laterano a Roma.[in che anno?]
- Assalti Frontali, Inoki, Banditi nella sala
- Quelli di Anarres, Il tessitore damerino, contenuta nell'album La donna, la taverna, il dado
- The Gang, Bandito senza tempo, contenuta nell'album Le radici e le ali, cita anche Bresci
- Del Sangre, Gaetano Bresci, contenuta nell'album Il ritorno dell'indiano (2016)
- DDT (curiosamente la band in questione è di estrema destra) La Savoiarda, contenuta nell'album Skaglia!
- Inno individualista, canto popolare anarchico
- Viva il nostro Bresci, anonimo
- Alla stazion di Monza, anonimo (riportante anche versi di Mario Rapisardi e di Jean Meslier[36])
- Marco Valdo M.I., Gaetano, gracié and pendu
- Viene citato in una strofa alternativa di Addio a Lugano ("scritta" da un anonimo a livello popolare tra gli anarchici livornesi, a differenza del resto del testo, opera di Pietro Gori)[37]
- L'hanno ammazzato Umberto Primo, anonimo, sull'aria e la metrica degli Stornelli d'esilio di Gori; anonimo[38]
- Viene citato nella canzone Romantico = A Strappo de L'Officina della Camomilla
- Daniele Sepe, Perché i vivi non ricordano
- Monkey's Factory, 29 luglio 1900 (Gaetano Bresci)
- Bresci è citato anche in Mazzacherè, sigla del programma televisivo di Canale 5 Striscia la notizia della stagione 2006-2007, interpretata dal Gabibbo
- L'atto isolato, La Kattiveria dall'album Dove vola l'avvoltoio 2006
- Bresci è citato in L'eterna gioventù (2021) di Maurizio Maggiani, in particolare la vicenda del regicidio e della sua morte in carcere è la base narrativa del capitolo L - Il tuo cuore è già a domani.

### Filmografia
- Colpo al cuore. Morte non accidentale di un monarca (2010), documentario del collettivo Teleimmagini
- In Paterson, film del 2016 diretto da Jim Jarmusch, è ricordato il periodo di permanenza di Bresci nella città di Paterson
- L'anarchico venuto dall'America (2019). Un film documentario scritto e diretto da Gabriele Cecconi e interpretato da Andrea Anastasio.